# Аструп, Торвальд
Торвальд Аструп (норв. Thorvald Astrup; 18 мая 1876 — 12 августа 1940) — норвежский архитектор, известный своими проектами промышленных зданий.
Торвальд Аструп родился в Кристиании (ныне Осло), Норвегия в семье бизнесмена Харальда Аструпа и Йоханны Эмили Смит. Брат полярника Эйвина, купца Сигурда (1873—1949) и архитектора Хеннинга (1864—1896) Их сестра Ханна вышла за политика Питера Андреаса Морелла.
Аструп получал образование в Технической школе в Кристиании в 1891—1892 годах, а затем — в Школе изящных искусств Кристиании в следующем году. Он также посещал Высшую техническую школу в Шарлоттенбурге с 1896 по 1897 год. В 1899 году Аструп начал работать архитектором у Хенрика Ниссена и Хенрика Булла. В 1901 году он открыл архитектурную практику в Кристиании. С 1934 года Аструп работал вместе со своим сыном, архитектором Хеннингом Торвальдссоном Аструпом (1904-83), в компании Thorvald and Henning Astrup.
Аструп специализировался на промышленных сооружениях, в частности, связанных с производством и передачей электроэнергии, заводами и плотинами; многие монументальные сооружения построены в стиле неоклассицизма или функционализма. К ним относятся электростанция Сахайм в Рьюкане (1916 г.), электростанция Тисседал (1906 г.), и административное здание Norsk Hydro в Рьюкане построенное в югендстиле. Его неоклассические постройки включали кинотеатр Сориа Мория в Осло (1928). Аструп также спроектировал все железнодорожные станции на линиях Тинносет и Рьюкан.

## Галерея

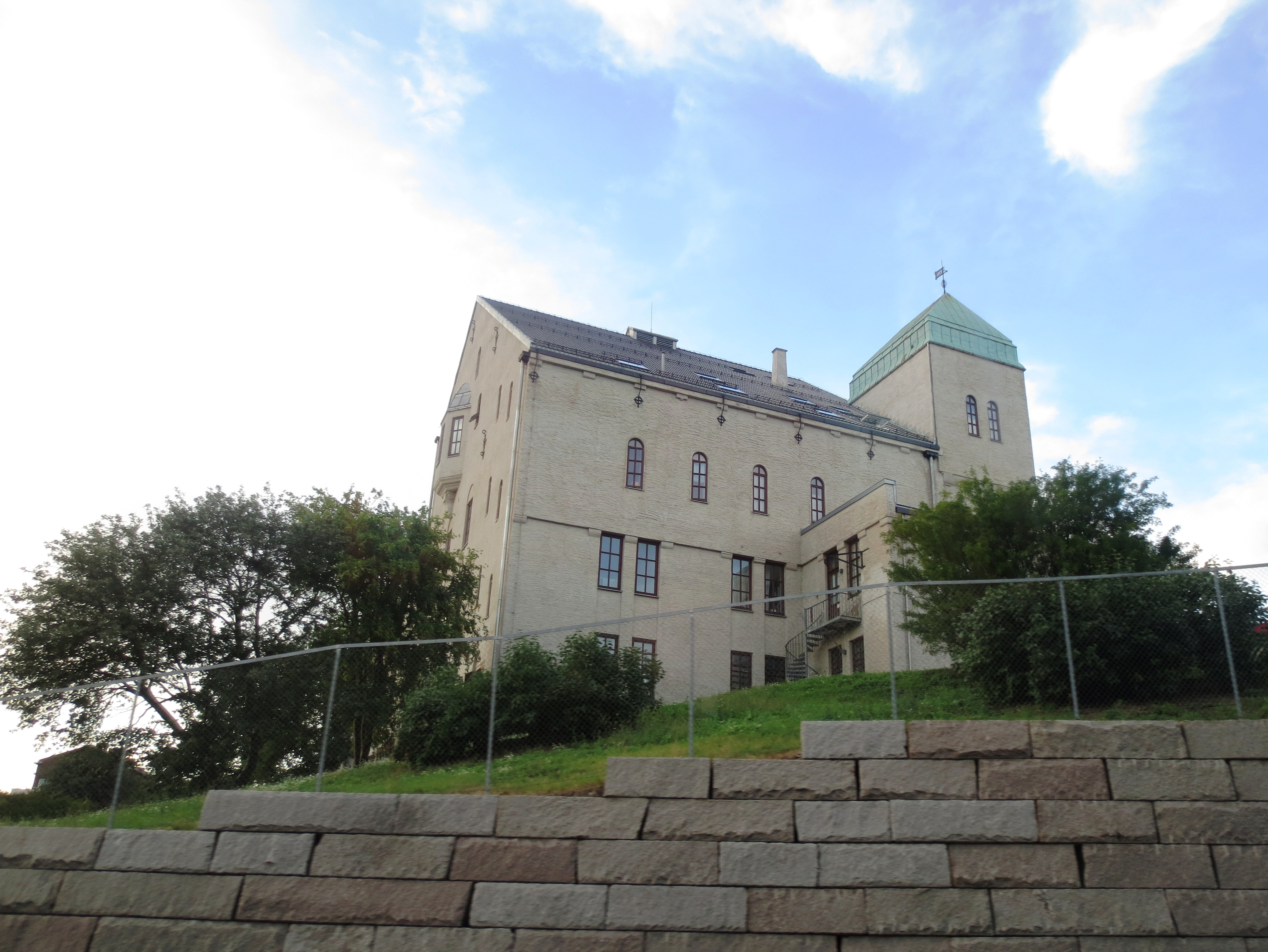
Трамвайная остановка на Tøyen в Осло
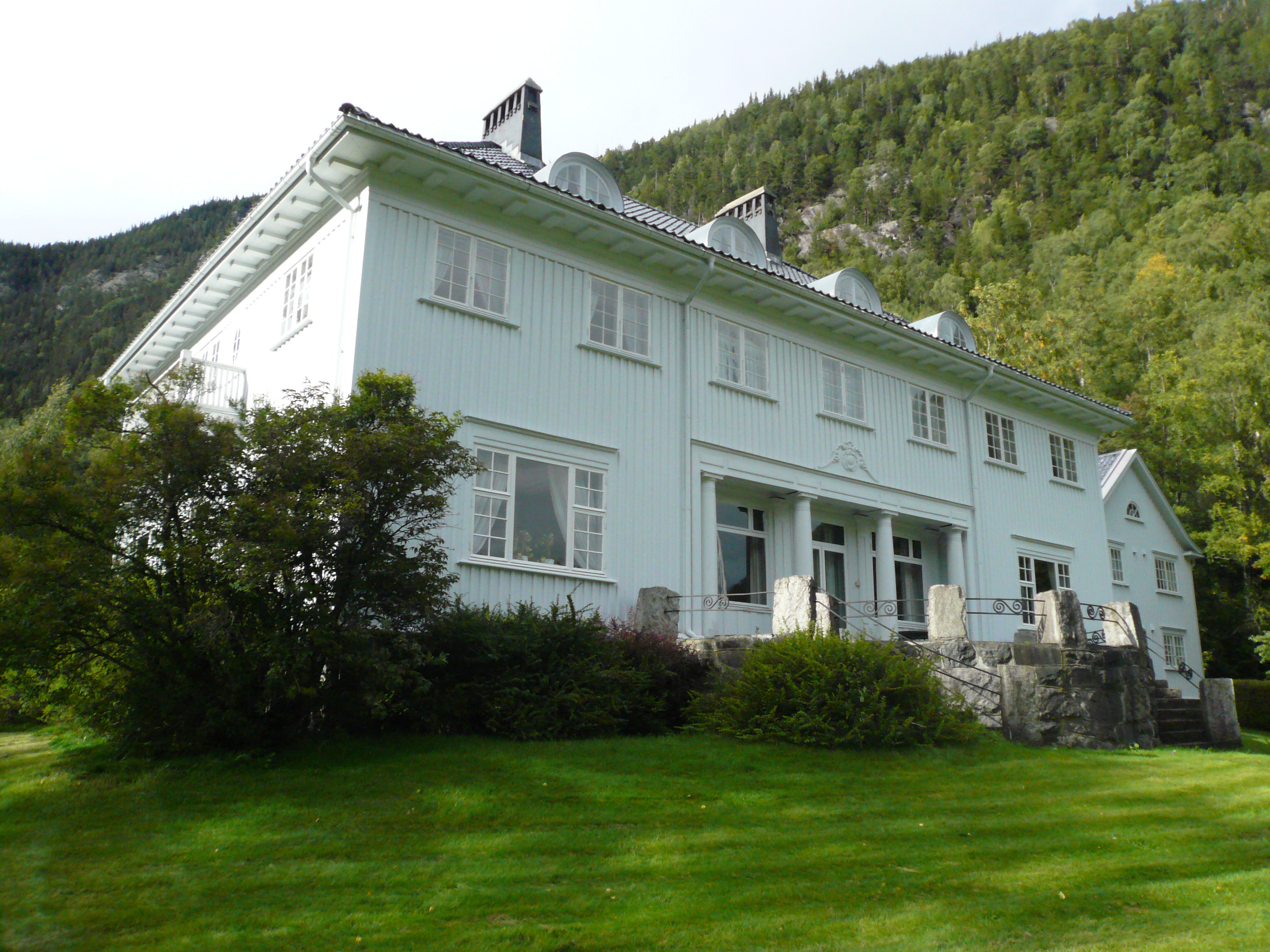
Главное здание Norsk Hydro в Рьюкане
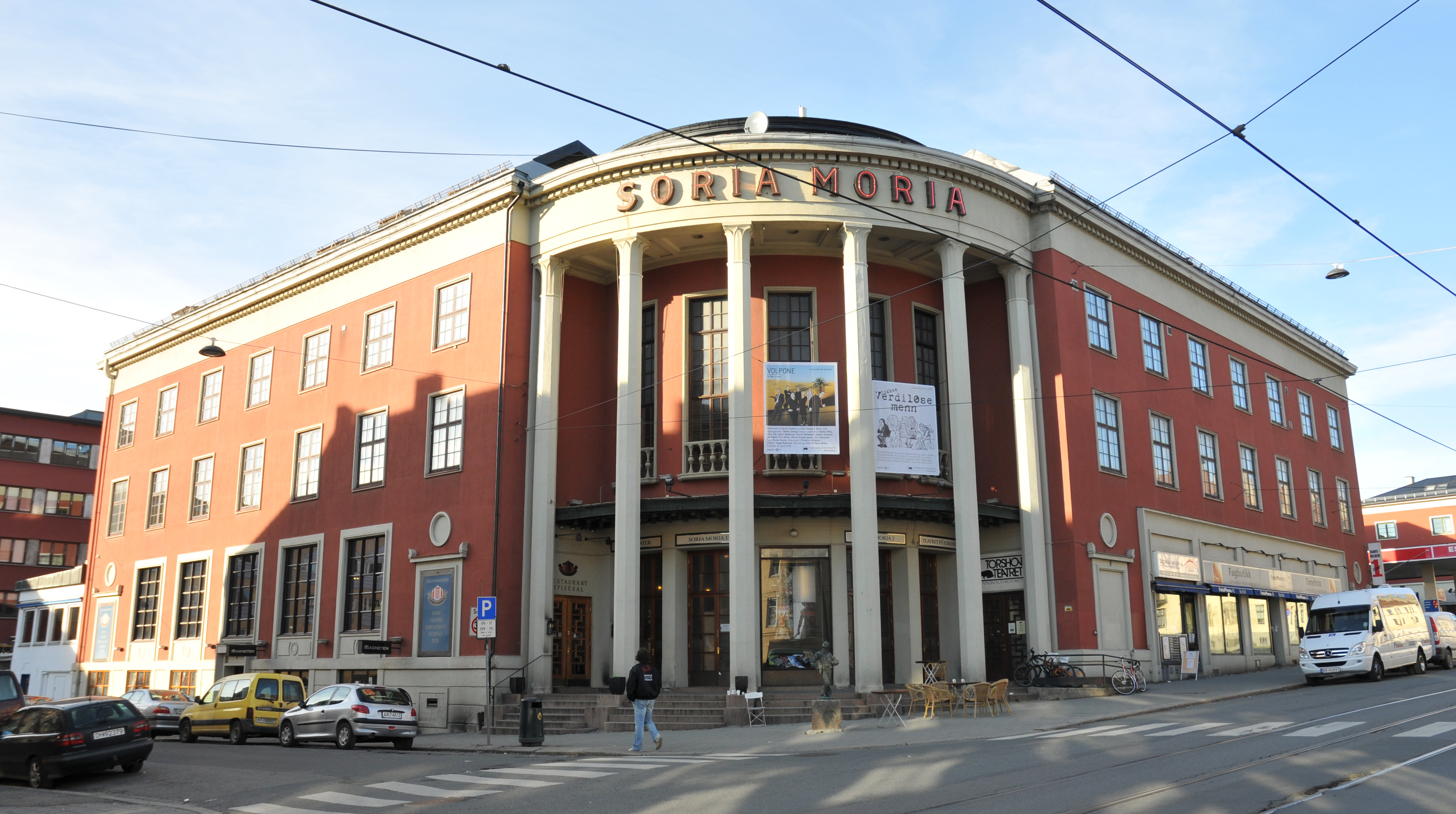
Сория Мория в Voftsgate в Осло
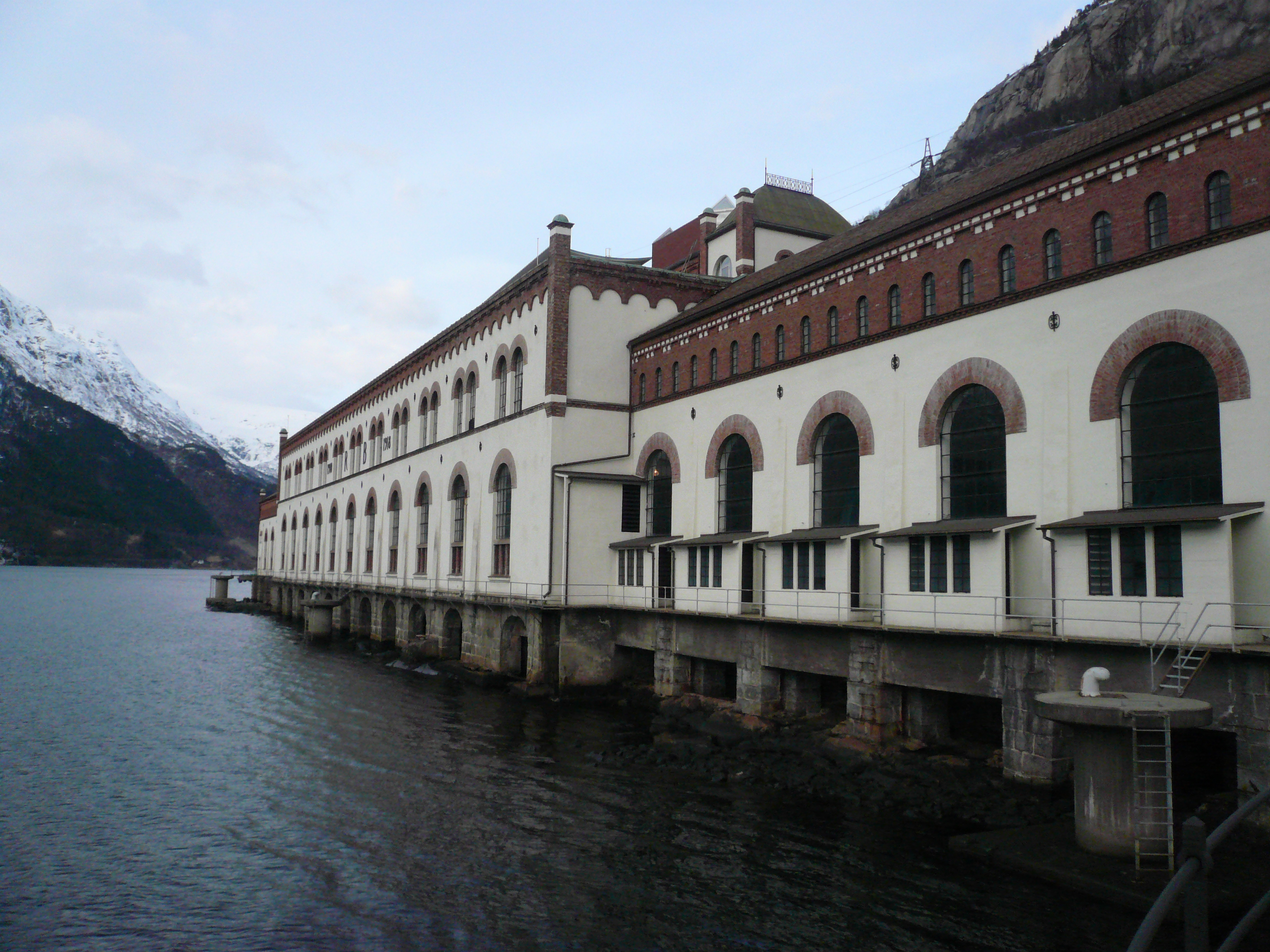
Тисседальская ГЭС в Одде
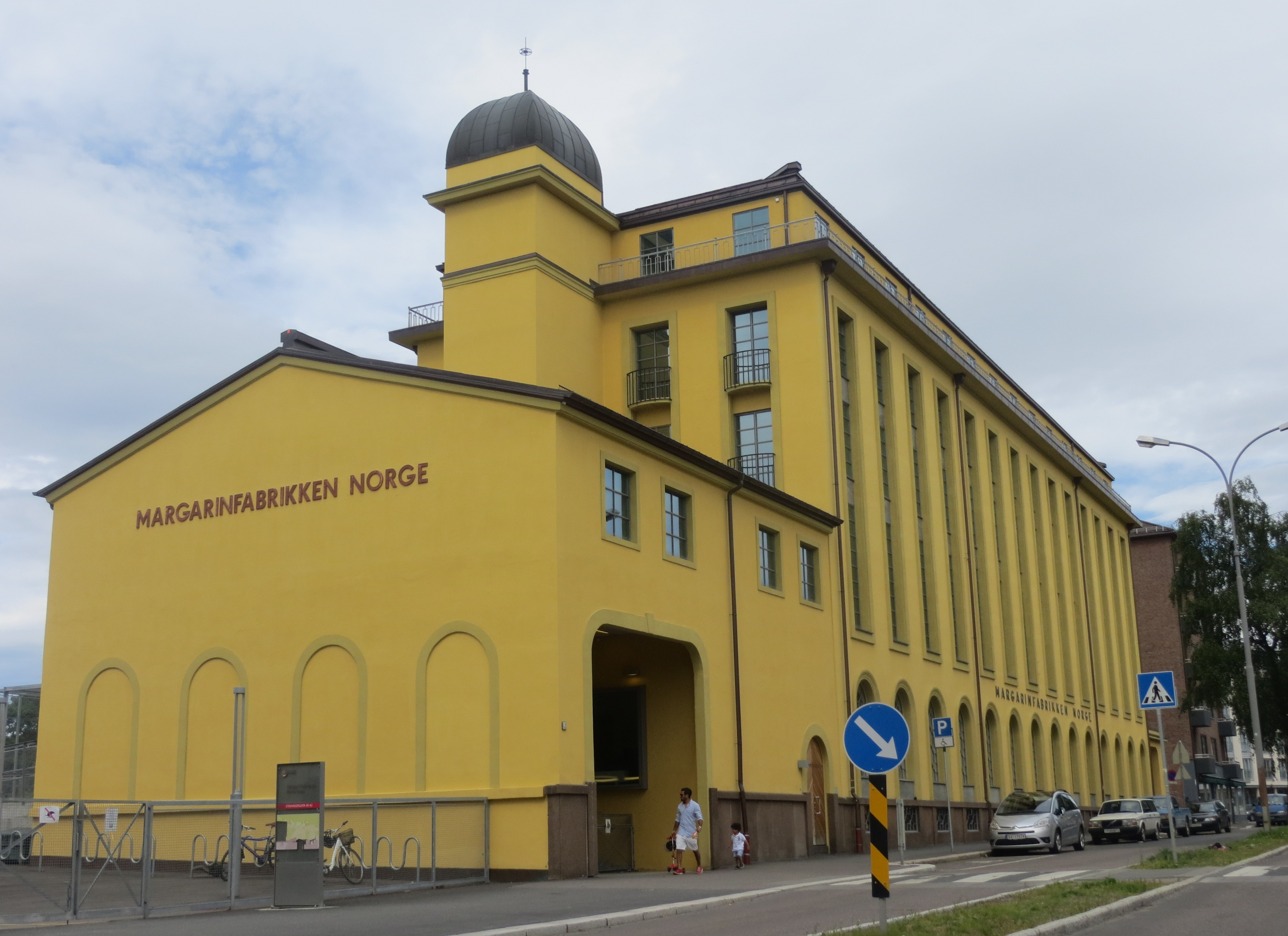
Margarinfabrikken в Осло